# Боланд, Мэри
Мэри Энн Боланд (англ. Marie Anne Boland, 28 января 1882 — 23 июня 1965) — американская актриса.
Родилась в Филадельфии в семьи актёра Уильяма Боланда и его супруги Мэри Сесислии Хаттон. Помимо неё в семье уже был ребёнок — её старшая сестра Сара. В детстве она была отдана учиться в школу при монастыре, которую бросила в пятнадцатилетнем возрасте, чтобы стать актрисой. В 1907 году Боланд дебютировала на Бродвее, где за короткий срок добилась успеха и признания публики. С 1915 году актриса стала сниматься в кино, совмещая в дальнейшие годы работу в Голливуде и на театральных сценах Нью-Йорка. В годы Первой мировой войны Боланд выступала перед американскими войсками во Франции. С приходом звукового кино актриса стала намного больше сниматься на большом экране, появившись в таких картинах как «Если бы у меня был миллион» (1932), «Четверо напуганных» (1934), «Женщины» (1939), «Гордость и предубеждение» (1940) и «Джулия плохо себя ведёт» (1948). С конца 1940-х она также работала и на телевидении, где в 1955 году исполнила свою последнюю роль.
Мэри Боланд никогда не была замужем и не имела детей. После завершения карьеры она провела оставшуюся жизнь в Нью-Йорке в жилом комплексе Эссекс-Хаус, где в июне 1965 года умерла от сердечного приступа в возрасте 85 лет. актриса была похоронена на кладбище Форест-Лаун в Глендейле. Её вклад в киноиндустрию США отмечен звездой на Голливудской аллее славы.